# Балашов, Борис Иванович
Борис Иванович Балашов (род. 4 апреля 1941, Тамбовская область) — советский партийный деятель, первый секретарь Московского областного комитета КПСС с декабря 1990 по август 1991 года.

## Биография
Родился  4 марта 1941 года в селе Александровка Моршанского района Тамбовской области.
В 1960 году окончил Тамбовское суворовское военное училище, через год вступил в партию. После окончания в 1966 году Московского высшего технического училища им. Н. Э. Баумана, работал инженером-конструктором, затем старшим мастером участка. В 1968 году избран секретарем парткома Томилинского 
завода полупроводниковых приборов в г. Люберцы Московской  области.
В 1971 году становится сначала вторым, а в 1974 году первым секретарем Люберецкого горкома КПСС. В 1978 году переведен на работу заведующим отделом Московского обкома партии, в 1982 году заканчивает АОН при  ЦК КПСС. В 1986 году избран секретарем Московского обкома, а после ухода на пенсию в декабре 1990 года В.К. Месяца избран первым секретарем Московского обкома партии.
После прекращения деятельности КП РСФСР перешёл на работу в администрацию Московской области, где занимался вопросами создания свободной экономической зоны «Шерезон». Затем работал заместителем генерального директора АО «Мособлавтотрансз» (1992-1995), позднее работал заместителем главы администрации Московской области и министром правительства Московской области по промышленности и материальным ресурсам.